# Future Present Past
| Совокупная оценка    | Совокупная оценка |
| Источник             | Оценка            |
| -------------------- | ----------------- |
| Metacritic           | 72/100            |
| Оценки критиков      |                   |
| Источник             | Оценка            |
| The Boston Globe     | [ 2 ]             |
| Consequence of Sound | B                 |
| DIY                  | [ 4 ]             |
| Drowned in Sound     | 4/10              |
| NME                  | 4/5               |
| Whiplash             | [ 7 ]             |

Future Present Past — второй мини-альбом группы The Strokes, вышедший 3 июня 2016 года на лейбле Cult Records. Каждая композиция имеет отношение к названию альбома: «Drag Queen» означает «Future»; «OBLIVIUS» — «Present»; «Threat of Joy» — «Past».

## Об альбоме
Future Present Past получил положительные отзывы критиков, а также получил оценку 72/100 от сайта Metacritic на основе шести обзоров, что показывает в целом положительный отзыв. «Тайна всегда формировалась как мифология позади The Strokes и они редко играют роли. Именно поэтому своеобразная открытость Касабланкаса является значимым достижением» — комментарий Майкла Роффмана из Consequence of Sound. Барри Николсон из NME добавил, что «Возможно, лучший комплимент — Вы могли бы оплатить этот EP, если б не знали, кто это был и он не имел бы никаких представлений о том, что альбом звучит действительно по-особенному».

## Список композиций
| №  | Название                                                          | Длительность |
| -- | ----------------------------------------------------------------- | ------------ |
| 1. | «Drag Queen» (Джулиан Касабланкас, Фабрицио Моретти, Ник Валенси) | 4:33         |
| 2. | «OBLIVIUS»                                                        | 4:59         |
| 3. | «Threat of Joy»                                                   | 4:24         |
| 4. | «OBLIVIUS» (Moretti Remix)                                        | 5:31         |

## Позиции в чартах
| Чарт (2016)   | Позиция |
| ------------- | ------- |
| France (SNEP) | 144     |